# Makó

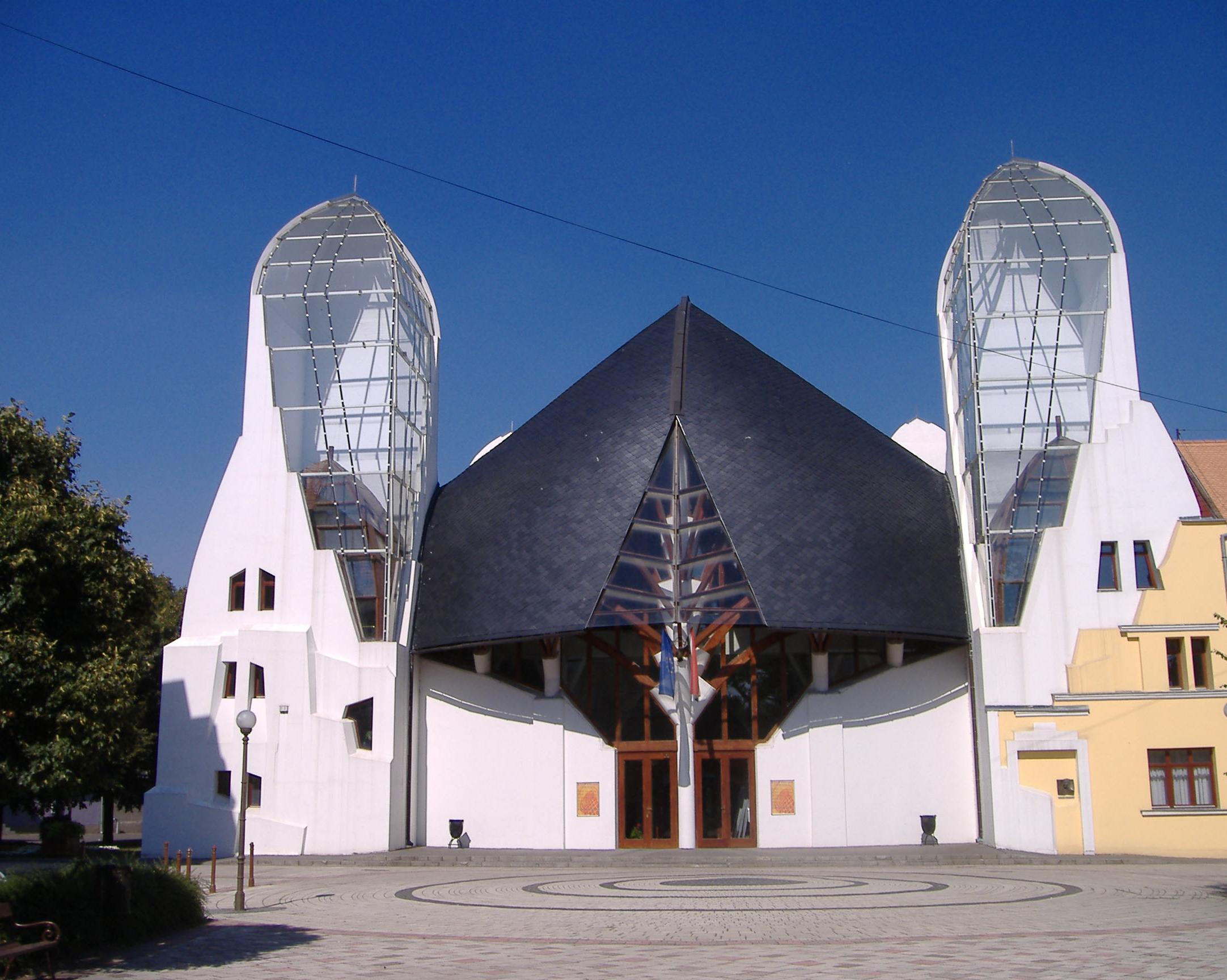
Teater i Makó

Makó är en stad i södra Ungern. Staden ligger i provinsen Csongrád-Csanád och hade år 2018 totalt 22 514 invånare.
Vid Makó går motorvägen M43 som går till Rumänien.

## Kända personer från Makó
- Ferenc Erdei, politiker och sociolog
- Antal Páger, skådespelare
- Joseph Pulitzer, publicist